# خلیج یوراتسکی
خلیج یوراتسکی (روسی: Юрацкая губа) یک خلیج در شمال ناحیه خودگردان یامالو-ننتس کشور روسیه است.